# أسل معقد
أسل معقد (الاسم العلمي: Juncus nodosus) نوع نباتي يتبع جنس الأسل وينتمي إلى الفصيلة الأسلية.